# Стоинович, Душан
Ду́шан Сто́инович (словен. Dušan Stojinović; род. 26 августа 2000, Любляна, Словения) — словенский футболист, защитник клуба «Ягеллония».

## Клубная карьера
Воспитанник клуба «Браво». 14 октября 2017 года в матче против «Мура 05» дебютировал во Второй лиге Словении. В начале 2018 года перешёл в «Целе». 25 февраля в матче против столичной «Олимпии» дебютировал в чемпионате Словении. 25 августа 2019 года в поединке против «Триглава» забил свой первый гол за «Целе». В 2020 году помог клубу выиграть чемпионат.
Летом 2021 года был арендован российскими «Химками». 24 июля в матче против «Зенита» он дебютировал в РПЛ.

## Международная карьера
В 2021 году в составе молодёжной сборной Словении принял участие в молодёжном чемпионате Европы в Венгрии и Словении. На турнире он сыграл в матче против команды Италии.

## Достижения
Командные
 «Целе»
- Чемпионат Словении — 2019/20